# Lidingöfärjan 1

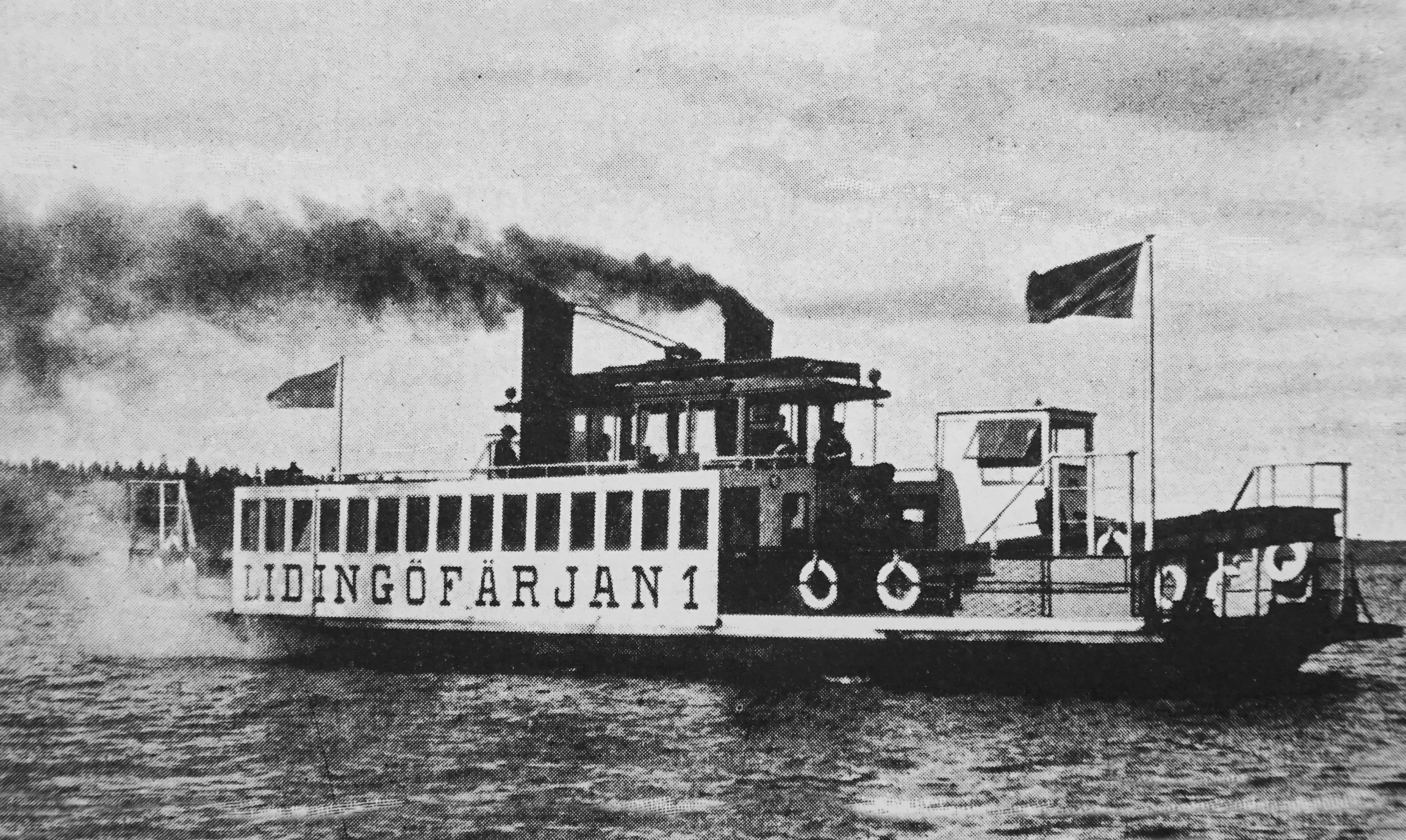
Lidingöfärjan 1 med spårvagn på däcket.

Lidingöfärjan 1, senare Färjan 2 , var en ångfärja, som byggdes 1907 för överföring av spårvagnar 
över Lilla Värtan, men som från 1928 trafikerade leden Klippan–Färjenäs i Göteborgs hamn. Efter att ha tagits ur bruk byggdes 1966 fartyget om tilll pråm.

## Historik
Norra Lidingöbanan kom i trafik 1907. Den hade koncession som järnväg men trafikerades med spårvagnar, som 
också kunde köras på Stockholms spårvägsnät. Mellan banans ändpunkt Islinge på Lidingö och Ropsten i Stockholm upprättades en färjeförbindelse, så att Lidingöbanans spårvagnar kunde fortsätta i Stockholm på en linje Ropsten-Norrmalmstorg-Karlberg. Lidingöfärjan 1 byggdes av Södra varvet i Stockholm för detta ändamål.
Överföringen av spårvagnar med passagerare verkar ha upphört omkring 1914, men färjeförbindelsen upprätthölls till 1925, då Lidingöbanorna knöts samman med Stockholms spårvägar över Gamla Lidingöbron. Efter denna tid låg Lidingöfärjan 1 i upplag.
Färjan köptes 1928 av Göteborgs hamnstyrelse, som gav den namnet Färjan 2. Den byggdes om vid Lödöse varv. Järnvägsrälsen togs bort, och trädäcket förstärktes så att färjan kunde frakta 10 personbilar. Den användes sedan på leden Klippan–Färjenäs, där den ersatte den tidigare färjan med samma namn, populärt kallad "Bonnafröjda". 
Färjan 2 var i Göteborgs stads ägo till 1966, då den såldes i samband med öppnandet av Älvsborgsbron och byggdes om till pråm. Den skrotades slutligt 1984. 
År 1951 tillfördes leden färjan M/S David Carnegie och 1960 M/S John E Olson. Det är oklart i vilken grad Färjan 2 kördes parallellt med de nyare färjorna eller om den fungerade som reservfärja till dessa. 